# ريتشل لي جولدنبيرج
ريتشل لي جولدنبيرج (بالإنجليزية: Rachel Lee Goldenberg)‏ هي مخرجة أمريكية، ولدت في 1950 في الولايات المتحدة.

## وصلات خارجية
- ريتشل لي جولدنبيرج على موقع IMDb (الإنجليزية)
- ريتشل لي جولدنبيرج على موقع ألو سيني (الفرنسية)
- ريتشل لي جولدنبيرج على موقع أول موفي (الإنجليزية)
- ريتشل لي جولدنبيرج على موقع قاعدة بيانات الأفلام السويدية (السويدية)
- ريتشل لي جولدنبيرج على موقع قاعدة بيانات الفيلم (الإنجليزية)
- ريتشل لي جولدنبيرج على موقع كينوبويسك (الروسية)
- ريتشل لي جولدنبيرج على موقع كينوبويسك (الروسية)